# Johann Carl Friedrich Witting

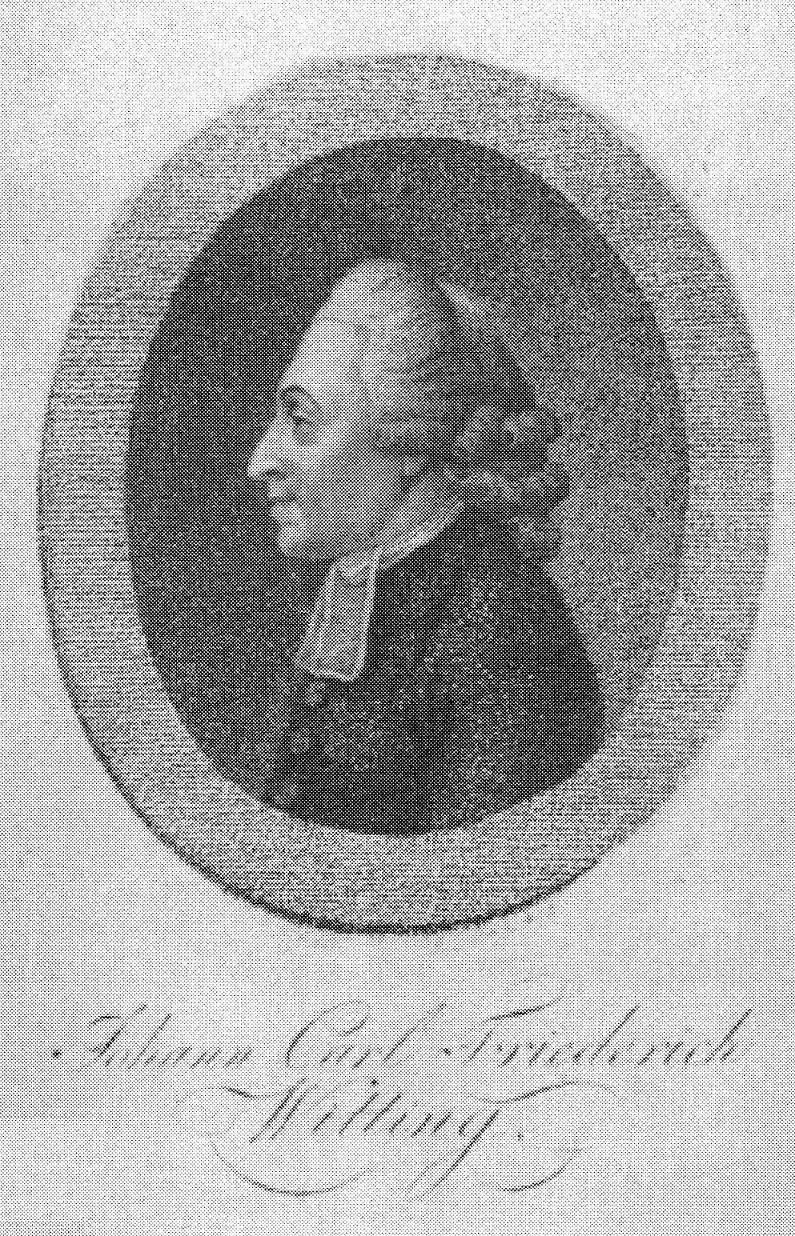
Johann Carl Friedrich Witting

Johann Carl Friedrich Witting (* 30. März 1760 in Alfeld; † 14. Januar 1824 in Braunschweig) war ein deutscher lutherischer Theologe und Autor.

## Leben und Leistungen
Johann Carl Friedrich Witting war der älteste Sohn des Pastors Nicolaus Christoph Witting (1728–1816) und seiner Ehefrau Christiane Friederike Elisabeth, geb. Temme (1735–1819). Nach dem Theologiestudium an der Universität Göttingen war er zunächst als Hauslehrer tätig, bevor er 1783 Patronatsprediger in Ellensen wurde. 1799 wurde er zweiter Pastor der St. Magnuskirche in Braunschweig, ab 1805 bis zu seinem Tod schließlich erster Pastor daselbst.
Neben seiner Tätigkeit als Pastor war J.C.F. Witting Autor diverser Schriften, durch die er zu seiner Zeit sehr bekannt wurde.

## Familie
J.C.F. Witting war seit 1784 mit Dorothea Wilhelmina, geb. Leonhardt (1759–1837) verheiratet. Gemeinsam hatten sie acht Kinder. Der Sohn Ernst August Georg (1795–1870) wurde 1824 Nachfolger seines Vaters als Pastor der St. Magnuskirche. Der Sohn Carl Wilhelm Christoph (1792–1797) starb an den Folgen der Roten Ruhr.
Der Braunschweiger Kaufmann Ernst Franz Witting und der hannoversche Hofbaurat Diedrich Christian Ludwig Witting waren seine Cousins; der spätere hannoversche Oberhofbaudirektor Georg Ludwig Friedrich Laves sein Neffe und Patenkind.

## Werke (Auswahl)
- Stoff zur Unterhaltung am Krankenbette. Göttingen 1788.
- Einige Gedanken über Kanzelvorträge und deren zweckmäßige Einrichtung. Göttingen 1791.
- Über die Moralität des Spiels. Leipzig 1791.
- Über das Kartenspiel. Leipzig 1791.
- Practisches Handbuch für Prediger. Barth, Leipzig 1791–1798. 6 Bände (jeder bestehend aus zwei Teilen).
- Dritter Unterricht in der Religions- und Tugendlehre. Saalfeld, Berlin 1812.[4]
- Ueber die Meditation eines Predigers: nebst einem Repertorium der Hauptsätze zu Predigten. Barth, Leipzig 1812, (Online).
- Ueber die Frage: Warum hat Jesus nichts schriftliches hinterlassen?. Friedrich Vieweg, Braunschweig 1822 (Neuauflage: Nabu Press, 2012, ISBN 978-1-286-21014-7).